# باش بلاغ (مياندوآب)
باش‌ بلاغ هي قرية في مقاطعة مياندوآب، إيران. عدد سكان هذه القرية هو 168 في سنة 2006.